# Gerald Ouellette
Gerald Ouellette (Windsor, Ontario, Canada, 14 août 1934 – Leamington, 25 juin 1975) est un athlète ontarien spécialisé dans le tir à la carabine.
En 1956, il remporte la médaille d'or en tir à la carabine aux Jeux de Melbourne avec un score parfait de 600. En 1959, il est champion canadien de tir à la carabine et gagne la médaille d'or aux Jeux panaméricains.
Il fait partie de l'équipe olympique de 1968, mais ne remporte pas de médaille. le 25 juin 1975, son avion s'écrase, causant sa mort.